# Adenocline pauciflora
Adenocline pauciflora är en törelväxtart som beskrevs av Porphir Kiril Nicolai Stepanowitsch Turczaninow. Adenocline pauciflora ingår i släktet Adenocline och familjen törelväxter.

## Underarter
Arten delas in i följande underarter:
- A. p. bupleuroides
- A. p. cuneata
- A. p. ovalifolia
- A. p. pauciflora
- A. p. rotundifolia
- A. p. sessilifolia
- A. p. stricta
- A. p. tenella
- A. p. transiens